# Iontha
Iontha is een geslacht van vlinders van de familie spinneruilen (Erebidae), uit de onderfamilie Calpinae.

## Soorten
- I. acerces Prout, 1928
- I. ida Banks, 1919
- I. umbrina Doubleday, 1842